# Округ Катоба (Северна Каролина)
Катоба (енгл. Catawba County) је округ у америчкој савезној држави Северна Каролина.

## Демографија
По попису из 2010. године број становника је 154.358, што је 12.673 (8,9%) становника више него 2000. године.
| Група             | 2000.           | 2010.           |
| Белци             | 116.326 (82,1%) | 120.388 (78,0%) |
| Афроамериканци    | 11.862 (8,4%)   | 13.041 (8,4%)   |
| Азијати           | 4.146 (2,9%)    | 5.352 (3,5%)    |
| Хиспаноамериканци | 7.886 (5,6%)    | 13.032 (8,4%)   |
| Укупно            | 141.685         | 154.358         |